# Marià Oliveras i Vayreda
Marià Oliveras i Vayreda, més conegut com a Marian Oliveras (Olot, Garrotxa, 1924 - Olot, Garrotxa, 15 de setembre de 1997) va ser un pintor català.
Net del també pintor Marià Vayreda i Vila, es formà a l'Escola de Belles Arts d'Olot sota la direcció de Martí Casadevall i Mombardó, i fou deixeble de Josep Pujol i Ripoll i Iu Pascual i Rodés. Formà part de l'anomenat "grup dels Indiquetes", amb el qual exposà a Girona i Figueres. També exposà a Barcelona, Vic i Olot, entre altres indrets. Ja mort, el 2003, la Galeria d'Art Les Voltes, d'Olot, albergà una exposició antològica d'acuareles seves.